# Bomba fotograficzna

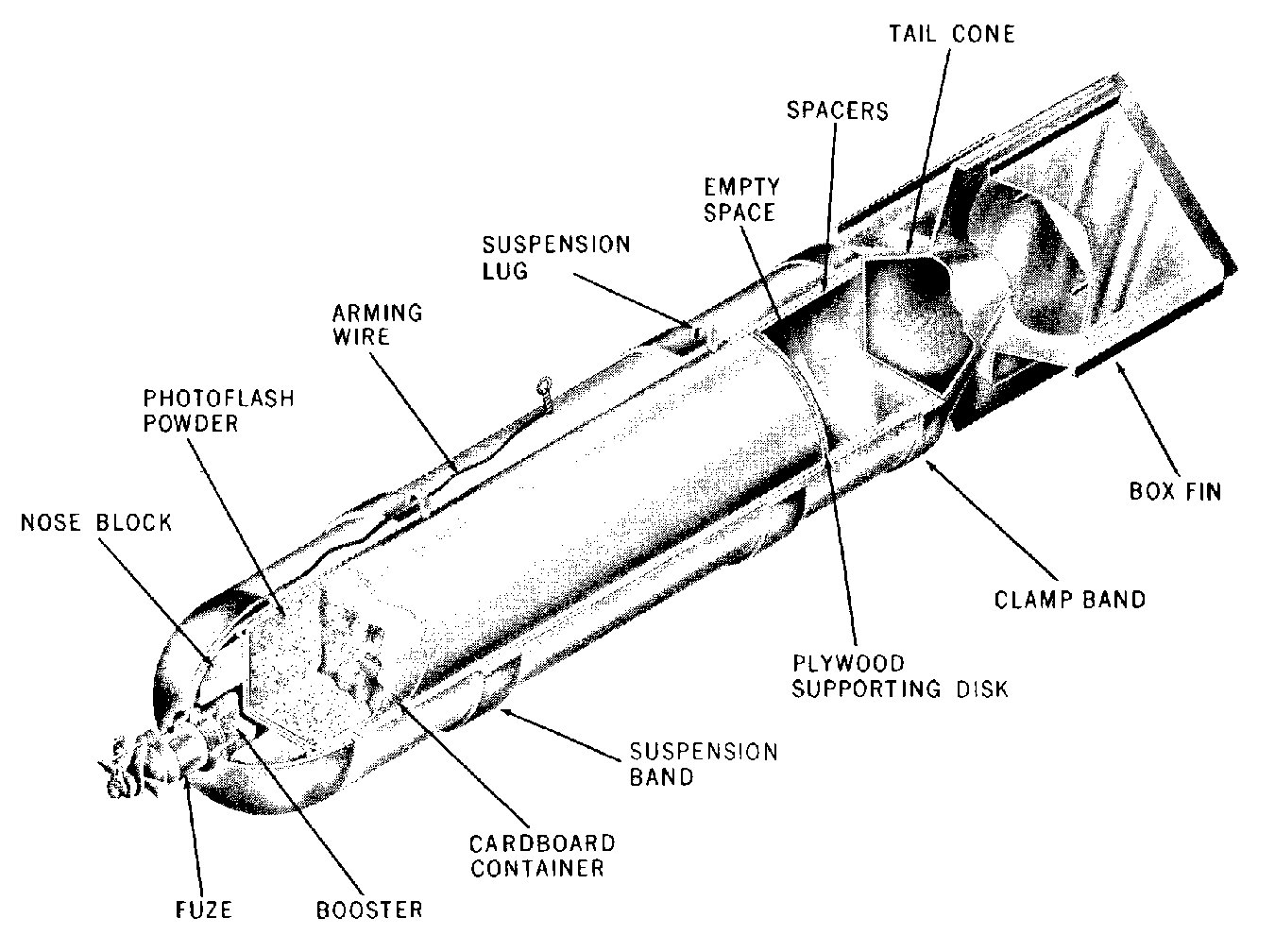
Przekrój amerykańskiej bomby fotograficznej AN-M46

Bomba fotograficzna (czasem nazywana bombą błyskową) – bomba lotnicza stosowana do oświetlania terenu podczas fotografowania lotniczego w nocy.
Bomba błyskowa jest wyposażona w zapalnik czasowy, który po określonym czasie powoduje detonację niewielkiego ładunku materiału wybuchowego, który rozrywa korpus bomby oraz zapala masę oświetlającą (mieszanina azotanu baru i magnezu lub azotanu baru i glinu). Gwałtowne spalanie masy oświetlającej powoduje krótkotrwałe oświetlenie fotografowanego obiektu. Wybuch bomby błyskowej musi być zsynchronizowany z migawką kamery zainstalowanej na samolocie rozpoznawczym.
Wobec zastąpienia klasycznych aparatów fotograficznych przez urządzenia działające przy niskim poziomie oświetlenia, termowizyjne i radary obserwacji bocznej, bomby błyskowe stanowią obecnie rzadko spotykany rodzaj amunicji lotniczej.